# It's My Life (chanson de Cezar)
Pour les articles homonymes, voir It's My Life.
Singles représentant la Roumanie au Concours Eurovision de la chanson
Zaleilah
(2012)
It's My Life (en français, « C'est ma vie ») est une chanson du chanteur roumain Cezar. Elle est surtout connue pour être la chanson qui a représente la Roumanie au Concours Eurovision de la chanson 2013 qui a lieu à Malmö en Suède. Il s'agit également de la deuxième chanson composée et écrite par Cristian Faur qui participe au concours. La chanson a été en compétition lors de la deuxième demi-finale le 16 mai 2013 où elle a obtenu une place en finale. À l'issue de la finale du Concours Eurovision, la chanson s'est classée 13e sur 26 pays.